# Harry Edwin Wood
| Asteroidi scoperti: 12     | Asteroidi scoperti: 12 | Asteroidi scoperti: 12 |
| -------------------------- | ---------------------- | ---------------------- |
| 715 Transvaalia            | 22 aprile 1911         |                        |
| 758 Mancunia               | 18 maggio 1912         |                        |
| 790 Pretoria               | 16 gennaio 1912        |                        |
| 982 Franklina              | 21 maggio 1922         |                        |
| 1032 Pafuri                | 30 maggio 1924         |                        |
| 1096 Reunerta              | 21 luglio 1928         |                        |
| 1241 Dysona                | 4 marzo 1932           |                        |
| 1305 Pongola               | 19 luglio 1928         |                        |
| 1595 Tanga                 | 19 giugno 1930         | [1]                    |
| 1663 van den Bos           | 4 agosto 1926          |                        |
| 2193 Jackson               | 18 maggio 1926         |                        |
| 3300 McGlasson             | 10 luglio 1928         |                        |
| - [1] con Cyril V. Jackson |                        |                        |

Harry Edwin Wood (Manchester, 3 febbraio 1881 – 27 febbraio 1946) è stato un astronomo sudafricano.
Nel 1906 Wood è stato nominato assistente capo dell'Osservatorio Meteorologico del Transvaal, a Johannesburg in Sudafrica. L'osservatorio in seguito ha acquistato dei telescopi ed è diventato l'Union Observatory.

Dal 1928 al 1941 Wood ha assunto la direzione dell'osservatorio, succedendo a Robert Innes.
Dal 1929 al 1930 è stato presidente dell'Astronomical Society of South Africa (ASSA).

Wood ha scoperto 12 asteroidi e l'asteroide 1660 Wood è battezzato in suo onore.
Wood si è sposato ma non ha avuto figli.